# مكافحة البريد المزعج
منع البريد الإلكتروني المزعج ويُعرف أيضًا بالبريد غير المرغوب فيه Spam Mail، هو مجال يهدف إلى الحد من الرسائل الإلكترونية غير المرغوب بها التي تُرسل غالبا بشكل جماعي لأغراض دعائية أو احتيالية. وقد طور المستخدمون والمشرفون على أنظمة البريد الإلكتروني مجموعة متنوعة من الأساليب والتقنيات لمكافحة هذه الظاهرة.
تُدمج بعض هذه التقنيات ضمن خدمات البريد الإلكتروني أو برامج الحماية لتقليل العبء على المستخدمين والمشرفين. ومع ذلك، لا توجد حتى الآن تقنية واحدة قادرة على القضاء التام على البريد المزعج، ويختلف الرأي حول مدى فاعلية كل نهج، خاصة بين من يفضل رفض الرسائل تلقائيًا ومن يرى ضرورة السماح بها مع تصفيتها لاحقًا.
تشمل استراتيجيات الكشف عن البريد المزعج تحليل محتوى الرسائل، وتتبع سلوك المرسلين، واستخدام خوارزميات الذكاء الإصطناعي لتحديد الرسائل المشتبه بها. وتُستخدم القوائم السوداء، والفلاتر التنبؤية، وأنظمة التحقق من الهوية كأدوات مساعدة في هذا السياق. ويمكن تصنيف تقنيات مكافحة البريد المزعج إلى ثلاث فئات رئيسية وهي "تقنيات تتطلب تفاعل مباشر من المستخدمين"، و"حلول تُنفذ بشكل آلي من قبل مسؤولي أنظمة البريد الإلكتروني." و"آليات تنظيمية وقانونية يشارك فيها مرسلو البريد، وجهات إنفاذ القانون، والباحثون المتخصصون".

## الكشف عن البريد المزعج
يعتمد العديد من المستخدمين على مرشحات البريد الإلكتروني للكشف عن الرسائل المزعجة وحظرها تلقائيًا. ويُعد التوازن بين ما يُعرف بـ"الإيجابيات الكاذبة" (أي تصنيف رسائل سليمة على أنها مزعجة) و"السلبيات الكاذبة" (أي فشل النظام في كشف الرسائل المزعجة) أمرًا بالغ الأهمية لفعالية أنظمة مكافحة البريد المزعج.
تسمح بعض الأنظمة للمستخدمين بتعديل حساسية الفلاتر عبر تحديد "العتبة المطلوبة" لتصنيف رسالة ما على أنها مزعجة. ومعظم تقنيات الفلترة تتضمن نوعَي الخطأ هذين، لكن بنسب متفاوتة. ولذلك، قد تُفضل بعض الأنظمة تقليل عدد الإيجابيات الكاذبة على حساب زيادة السلبيات الكاذبة، بهدف ضمان عدم حظر رسائل سليمة عن طريق الخطأ.
تعتمد بعض تقنيات كشف البريد المزعج على تحليل محتوى الرسالة، سواء من خلال البحث عن كلمات مفتاحية مثل "فياجرا"، أو باستخدام أساليب إحصائية لتحديد مدى احتمالية أن تكون الرسالة مزعجة. وتُعد هذه الأساليب شائعة، ويمكن أن تكون فعالة للغاية إذا تم ضبطها بشكل دقيق لتتلاءم مع أنواع الرسائل المشروعة التي يتلقاها المستخدم.
ومع ذلك، يمكن أن تؤدي هذه الأساليب إلى أخطاء، فعلى سبيل المثال قد تُكتشف كلمة مثل "سياليس" داخل كلمات مشروعة مثل "متخصصة"، مما يؤدي إلى تصنيف خاطئ.
من جهتهم، يلجأ مرسلو البريد المزعج إلى حيل لتجاوز هذه الفلاتر، مثل استخدام بدائل طباعية (على سبيل المثال: استبدال الحرف اللاتيني 'A' بالحرف السيرِيلي الشبيه له)، أو إدراج مسافات أو رموز غير مرئية داخل الكلمات المفتاحية بهدف إرباك أنظمة الكشف. وهذا يؤدي إلى ما يشبه سباق تسلّح بين صانعي أنظمة الكشف ومطوري الرسائل المزعجة، ما يفرض الحاجة إلى تطوير تقنيات تحليل محتوى أكثر تعقيدًا ودقة.
تعتمد بعض تقنيات كشف البريد المزعج على تحليل محتوى الرسالة، سواء من خلال البحث عن كلمات مفتاحية مثل "فياجرا"، أو باستخدام أساليب إحصائية لتحديد مدى احتمالية أن تكون الرسالة مزعجة. وتُعد هذه الأساليب شائعة، ويمكن أن تكون فعالة للغاية إذا تم ضبطها بشكل دقيق لتتلاءم مع أنواع الرسائل المشروعة التي يتلقاها المستخدم.
ومع ذلك، يمكن أن تؤدي هذه الأساليب إلى أخطاء، فعلى سبيل المثال قد تُكتشف كلمة مثل "سياليس" داخل كلمات مشروعة مثل "متخصصة"، مما يؤدي إلى تصنيف خاطئ.
من جهتهم، يلجأ مرسلو البريد المزعج إلى حيل لتجاوز هذه الفلاتر، مثل استخدام بدائل طباعية (على سبيل المثال: استبدال الحرف اللاتيني 'A' بالحرف السيرِيلي الشبيه له)، أو إدراج مسافات أو رموز غير مرئية داخل الكلمات المفتاحية بهدف إرباك أنظمة الكشف.
وهذا يؤدي إلى ما يشبه سباق تسلّح بين صانعي أنظمة الكشف ومطوري الرسائل المزعجة، ما يفرض الحاجة إلى تطوير تقنيات تحليل محتوى أكثر تعقيدًا ودقة.

### قوائم المواقع
من أكثر أساليب مكافحة البريد المزعج شيوعًا استخدام ما يُعرف بـ"القوائم السوداء بنظام أسماء النطاقات (DNS)"، وهي قواعد بيانات تحتوي على أسماء نطاقات وعناوين IP يُعرف عنها أنها مصدر للبريد المزعج. وتشمل هذه القوائم:
- خوادم البريد المفتوحة (Open relays).
- خوادم البروكسي المفتوحة أو المجهولة.
- الأجهزة المخترقة التي تُستخدم لإرسال الرسائل المزعجة (تُعرف باسم "أجهزة الزومبي").
- مقدمو خدمات الاستضافة أو الشبكات التي تسمح بإرسال البريد المزعج دون رقابة.
- عناوين IP النهائية الخاصة بمستخدمي الإنترنت (مثل عناوين عملاء شبكات DSL أو الكابلات)، التي لا يُفترض بها أن ترسل بريدًا إلكترونيًا مباشرة.

غالبًا ما تُعرف هذه الأخيرة باسم "قوائم الاتصال الهاتفي (Dial-up lists)"، في إشارة إلى الأيام التي كان فيها المستخدمون يتصلون بالإنترنت عبر خطوط الهاتف. ومع تطور الإنترنت، أصبحت هذه القوائم تضم أيضًا الأجهزة المنزلية المصابة والتي تُستخدم لإرسال البريد المزعج دون علم أصحابها.

## تقنيات المستخدم
هناك كثير من التقنيات التي يمتلكها الأفراد يمكن أن تستخدم لتقييد توافر من عناوين البريد الإلكتروني الخاصة بهم، تقليل أو تصنيفها على أساس رسائل غير مرغوب فيها.

### تقدير
تقاسم عنوان البريد الإلكتروني فقط من بين مجموعة محدودة من المراسلين هو أحد السبل للحد من البريد المزعج. تعتمد هذه الطريقة على تقدير جميع أعضاء المجموعة، والكشف عن عناوين البريد الإلكتروني خارج المجموعة تلتف علاقة الثقة للفريق. لهذا السبب، إعادة توجيه الرسائل إلى المستلمين الذين لا يعرفون واحد يجب تجنبها آخر. عندما يكون ذلك ضروريا تماما لتوجيه الرسائل إلى المتلقين الذين لا يعرفون بعضهم بعضا، فمن الممارسة الجيدة لقائمة من أسماء المستلمين عن بعد «مخفية:» بدلاً من بعد «إلى:». هذه الممارسة يتجنب سيناريو حيث يمكن تجميع المستفيدين عديمي الضمير لائحة من عناوين البريد الإلكتروني لأغراض البريد الإلكتروني غير المرغوب. هذه الممارسة يقلل أيضا من خطر عنوان يجري توزيعها بواسطة أجهزة الكمبيوتر المتأثرة مع عنوان البريد الإلكتروني الحصاد البرمجيات الخبيثة. ومع ذلك، مرة واحدة تُفْقَد خصوصية عنوان البريد الإلكتروني من خلال إفشاء، فإنه لا يمكن استعادته.

## التقنيات الآلية لمسؤولي البريد الإلكتروني
وهناك عدد من الأجهزة والخدمات ونظم البرمجيات للمسؤولين البريد الإلكتروني يمكن استخدامها لتقليل الحمل من البريد المزعج في نظمها وعلب البريد. وبعض هذه تعتمد على رفض البريد الإلكتروني من مواقع الإنترنت المعروفة أو المحتملة إرسال البريد المزعج. تقنيات أخرى أكثر تقدما تحليل أنماط الرسائل في الوقت الحقيقي الكشف عن البريد المزعج مثل السلوك وثم مقارنتها بقواعد البيانات العالمية للبريد المزعج. هذه الأساليب قادرة على الكشف عن البريد المزعج في الوقت الحقيقي، حتى عندما يكون هناك لا محتوى (المشتركة للصورة التي تعتمد البريد المزعج)، وفي أية لغة. أسلوب آخر يعتمد على تحليل محتوى رسائل البريد الإلكتروني تلقائياً واستئصال تلك التي تشبه البريد المزعج. وتسمى هذه النهوج الثلاثة في بعض الأحيان حجب، الكشف عن النمط، وتصفية.